# Theodor Wolfgang Hänsch
Theodor Wolfgang Hänsch (Heidelberg, 30. listopada 1941.), njemački fizičar. Doktorirao (1969.) na Sveučilištu Ruprecht Karl u Heidelbergu. Bio je profesor na Sveučilištu Stanford (od 1975. do 1986.), ravnatelj Instituta Max Planck za kvantnu optiku u Garchingu kraj Münchena i profesor na Sveučilištu Ludwig Maximilian u Münchenu (od 1986.). Izumio je laser (1970.) koji emitira svjetlosne pulseve iznimno visoke spektralne rezolucije, a tijekom 1990-ih razvio metodu preciznoga (do 15 decimalnih mjesta) mjerenja frekvencije laserske svjetlosti. Za doprinos razvoju kvantne optike i metoda precizne laserske spektroskopije s J. L. Hallom dobio Nobelovu nagradu za fiziku 2005. (te je godine nagrađen i R. J. Glauber). Član je Američke akademije umjetnosti i znanosti (od 1983.), Nacionalne akademije znanosti SAD-a (od 2001,) i Europske akademije (Academia Europea; od 2009).

## Laserska spektroskopija
Laserska spektroskopija je spektroskopska tehnika u kojoj se kao izvor elektromagnetskoga zračenja koristi laser s kontinuirano promjenljivom valnom duljinom. Prednost je uporabe lasera velika gustoća energije po širini spektralne linije, monokromatičnost emitiranoga zračenja i paralelnost snopa, što spektroskopu s laserom daje velike prednosti pred spektroskopima koji koriste dio spektra izvora bijele svjetlosti. Najvažnije su i najčešće metode laserska spektroskopija zasićenja, laserska polarizacijska spektroskopija i dvofotonska laserska spektroskopija, kod kojih se uklanja Dopplerov učinak, prisutan kod svih drugih spektroskopskih metoda, pa se dobivaju vrlo uske spektralne linije, s pomoću kojih se može znatno točnije proučavati struktura tvari. Najčešće se koriste takozvani tekućinski laseri, kod kojih je aktivno sredstvo neka otopina organskog ili anorganskoga podrijetla, koji rade kontinuirano u vidljivom dijelu spektra, a potiču se na rad vidljivim i ultraljubičastim zračenjem organsko-ionskoga lasera, ili pak laserski sustavi kod kojih je aktivno sredstvo kristal safira dopiran titanijem (za valne duljine od 700 do 1000 nm).